# جوئه ماکس مور
جوئه ماکس مور (انگلیسی: Joe-Max Moore؛ زادهٔ ۲۳ فوریهٔ ۱۹۷۱) یک بازیکن فوتبال بازنشسته اهل ایالات متحده آمریکا است.
از باشگاه‌هایی که در آن بازی کرده‌است می‌توان به اورتون و نورنبرگ اشاره کرد.
وی همچنین در تیم ملی فوتبال ایالات متحده آمریکا بازی کرده و عضو ترکیب بازیکنان این تیم در سه جام جهانی ۱۹۹۴، ۱۹۹۸ و ۲۰۰۲ بوده است.